# Robot 04
Robot 04 (Rb 04) — шведская противокорабельная ракета авиационного базирования, разработанная в конце 1950-х годов. Первая специализированная противокорабельная самонаводящаяся ракета, разработанная за пределами СССР. Предназначалась для вооружения истребителей-бомбардировщиков Saab 32 Lansen, в дальнейшем адаптирована для применения и с других типов самолётов. Оставалась на вооружении до начала 2000-х годов.

## История
Развитие атомного оружия в 1950-х в значительной степени задержало разработки управляемых противокорабельных ракет в западных странах. Атомная бомба с её огромным разрушительным потенциалом виделась «абсолютным оружием» войны на море. Проблемы преодоления противовоздушной обороны кораблей противника, авиация НАТО предполагала решать приближением на сверхмалой высоте, ниже радиогоризонта и последующим применением ядерных бомб методом броскового бомбометания по эскадре противника.
Не имевшая доступа к атомным арсеналам США, нейтральная Швеция была гораздо более заинтересована в управляемом противокорабельном оружии. Советский военно-морской флот (считавшийся основным потенциальным противником шведского) непрерывно усиливался в 1940-х и 1950-х годах. Соревноваться с многократно превосходящим экономически СССР по числу тяжёлых кораблей шведский флот не мог. Управляемое противокорабельное оружие, позволявшее авиации эффективно поражать неприятельские корабли с безопасных дистанций, казалось эффективным способом защитить шведское побережье.
В 1949 году, военно-воздушные силы Швеции разместили заказ на противокорабельную ракету с активным радиолокационным самонаведением, пригодную для установки на истребители-бомбардировщики. Заказ был выдан фирме Saab, единственной шведской фирме, имевшей конструкторский опыт в ракетостроении.

## Конструкция
Принятая на вооружение в 1958 году, RB-04 имела сигарообразный фюзеляж длиной около 4,45 метра и с наибольшим диаметром в 50 см. Она была выполнена по аэродинамической схеме «утка», с передним размещением треугольных управляющих плоскостей. Дельтавидное крыло размахом около двух метров, с вертикальными стабилизаторами на законцовках, размещалось в хвостовой части.
Ракета приводилась в движение твердотопливным ракетным двигателем INI, с временем горения порядка 43 секунд. Это обеспечивало радиус действия порядка 32 км. Общая масса полностью снаряжённой ракеты не превышала 625 кг.
В головной части ракеты за радиопрозрачным обтекателем размещалась активная радиолокационная головка самонаведения. Радиус захвата корабля водоизмещением около 4000 тонн составлял порядка 15 км. ГСН была рассчитана на два режима работы: первый, для поражения одиночных целей (когда ракета просто наводилась на первый замеченный сигнал) и второй — для поражения кораблей в плотном построении, когда ракета наводилась на группу кораблей с расположением между отдельными единицами менее 1000 метров (например, флот вторжения). Радиовысотомер обеспечивал ракете маршевую высоту полёта порядка 20 метров. Ракета оснащалась полубронебойной 300-кг боевой частью и взрывателем замедленного действия, рассчитанной на поражение тяжелобронированых советских крейсеров.

## Модификации
- RB-04C — базовая модификация ракеты для истребителей-бомбардировщиков Saab 32 Lancen. Принята на вооружение в 1958 году, став первой специализированной ПКР, разработанной и принятой на вооружение за пределами Советского Союза. Изготовлено около 300 штук;
- RB-04D — улучшенная версия ракеты, с несколько увеличенным радиусом действия и более удобной эксплуатацией. Разработана в конце 1960-х;
- RB-04E — версия ракеты для установки на истребители Saab 37 Viggen. Отличалась улучшенным автопилотом, допускавшим полёт на высоте 2-3 метров над волнами на последнем участке траектории. Новая моноимпульсная ГСН обладала повышенной устойчивостью к средствам РЭБ и могла наводиться на источник наиболее сильных помех. Принята на вооружение в 1975 году.
- RB-04 «Turbo» — разрабатываемая с 1978 года ракета большой дальности с турбореактивным двигателем. Позднее получила наименование RBS-15.

## Тактико-технические характеристики
- Длина: 4,45 м
- Диаметр: 0,5 м
- Размах крыла: 1,95 м
- Масса: 625 кг
- Скорость полёта: дозвуковая
- Дальность: 32 км
- Высота полёта: 10-15 м
- Система управления: инерциальная и активная радиолокационная
- Масса БЧ: 300 кг

## Развёртывание
Ракеты состояли на вооружении штурмовых (позднее истребительных) эскадрилий шведских ВВС. Их исходными носителями были истребители-бомбардировщики Saab 32 «Lansen», позднее ракеты были адаптированы к установке на истребители Saab 37 «Viggen». Ракеты никогда не применялись в боевых действиях. Наиболее «близким» к полноценному применению в их карьере был эпизод с «шведским комсомольцем», также известным как «виски со льдом»: 27 октября 1981 года, советская подводная лодка С-363 вошла в территориальные воды Швеции и выскочила на мель в прямой видимости от военно-морской базы Карлскруне. Капитан лодки, следуя инструкции, категорически отказался от предложенной помощи, что усугубило подозрения шведов, еще с 1950-х предполагавших, что советские субмарины ведут разведывательную и диверсионную деятельность в шведских водах. Так как существовала (по мнению шведских военных) опасность, что советский флот может попытаться самостоятельно эвакуировать субмарину, нарушив территориальные воды Швеции, то истребители «Вигген» с ракетами RB-04E были приведены в полную боеготовность.